# Pollenia occlusa
Pollenia occlusa este o specie de muște din genul Pollenia, familia Calliphoridae. A fost descrisă pentru prima dată de Egger în anul 1855. Conform Catalogue of Life specia Pollenia occlusa nu are subspecii cunoscute.